# Клинов, Артур Александрович
Клинов Артур Александрович (5 сентября 1965, Минск) — художник, писатель, куратор, издатель и главный редактор журнала pARTisan.

## Биография
Родился в 1965 году в городе Минске. В 1987 окончил архитектурный факультет БПА по специальности градостроительство.
В 80-е годы активный участник нонконформистского движения в белорусском искусстве. Создатель одной из первых в Беларуси неформальных арт-групп «Сообщество БЛО» (1987).
В 90-е автор проектов «Смерть пионера возвращается» и «Смерть пионера-3», а также интерактивного шоу «Колумбарием всемирной литературы». Участвовал в около ста совместных выставках за рубежом, а также в 30 персональных.
В 1998 году создал Белорусскую ассоциацию современного искусства.
С 2002 года издатель и главный редактор журнала по современной белоруской культуре pARTisan. В нулевые автор проектов «Дворцы для птиц», «Sweet Straw Life», «Город Солнца», «Город Сонца-2» (по мотивам Томазо Кампанеллы).
Создатель перформативного театра «Partisan’s Boutique Transportable».
Составитель и издатель энциклопедической серии альбомов по современному белорусскому искусству «Коллекция pARTisan». К 2020 году выпустил 17 альбомов и монографий: «Артур Клинов. 12», «Владимир Цеслер», «Руслан Вашкевич», «Белорусский Авангард 80-х», «АРЧ», «Алексей Жданов», «Фотография 90-х. Минская школа», «Людмила Русова», «Нонконформизм 80-х», «Виталий Чернобрисов», «Израиль Басов» и др.
Собиратель коллекции белорусского авангарда.
В 2011 году представлял Беларусь на 54-й международной Биеннале в Венеции.
C 2009 работает в кино, как художник и сценарист. Художник-постановщик мистического триллера «Масакра» (Беларусьфильм, 2010). Автор сценария мистического триллера «Шляхтич Завальня» (2010).
С 2013 года занимается созданием арт-деревни Каптаруны — места для проведения фестивалей, пленеров и арт-резиденций на севере Беларуси на пограничье четырёх культур: белорусской, литовской, польской, еврейской. Организатор ежегодного международного литературного фестиваля «Междуморье литератур» в арт-деревне Каптаруны.
В 2017 году стипендиат Университета UCLA и лауреат премии Льва Сапеги под патронатом Президента Польши.
В 2018 читал курс лекций «Город Утопии» в Варшавском Университете.

## Литературная деятельность
Дебютировал в литературе в 2007 году нон-селлером «Sonnenstadt der Traume» (Surhkamp Verlag, Berlin), переведенным впоследствии, кроме немецкого, на русский, польский, шведский, венгерский и французский языки.
Автор романов «Шалом. Военный роман», (издательство «Логвінаў», 2011, щот-лист премии Гедройца. Переведен на русский (издательство Ad-Marginiem) и немецкий языки) и «Стеклотара» (издательство «Логвінаў», 2013, лауреат премии Гедройца 2014), «Локисов» (издательство «Логвінаў», 2020), книги «Partizsanen. Kultur_Macht_Belarus» (edition photoTAPETA, 2014).